# 滝口武者
滝口武者（たきぐちのむしゃ）は、9世紀末頃から蔵人所の下で内裏の警護にあたっていた武士。滝口の武士ともいう。

## 歴史

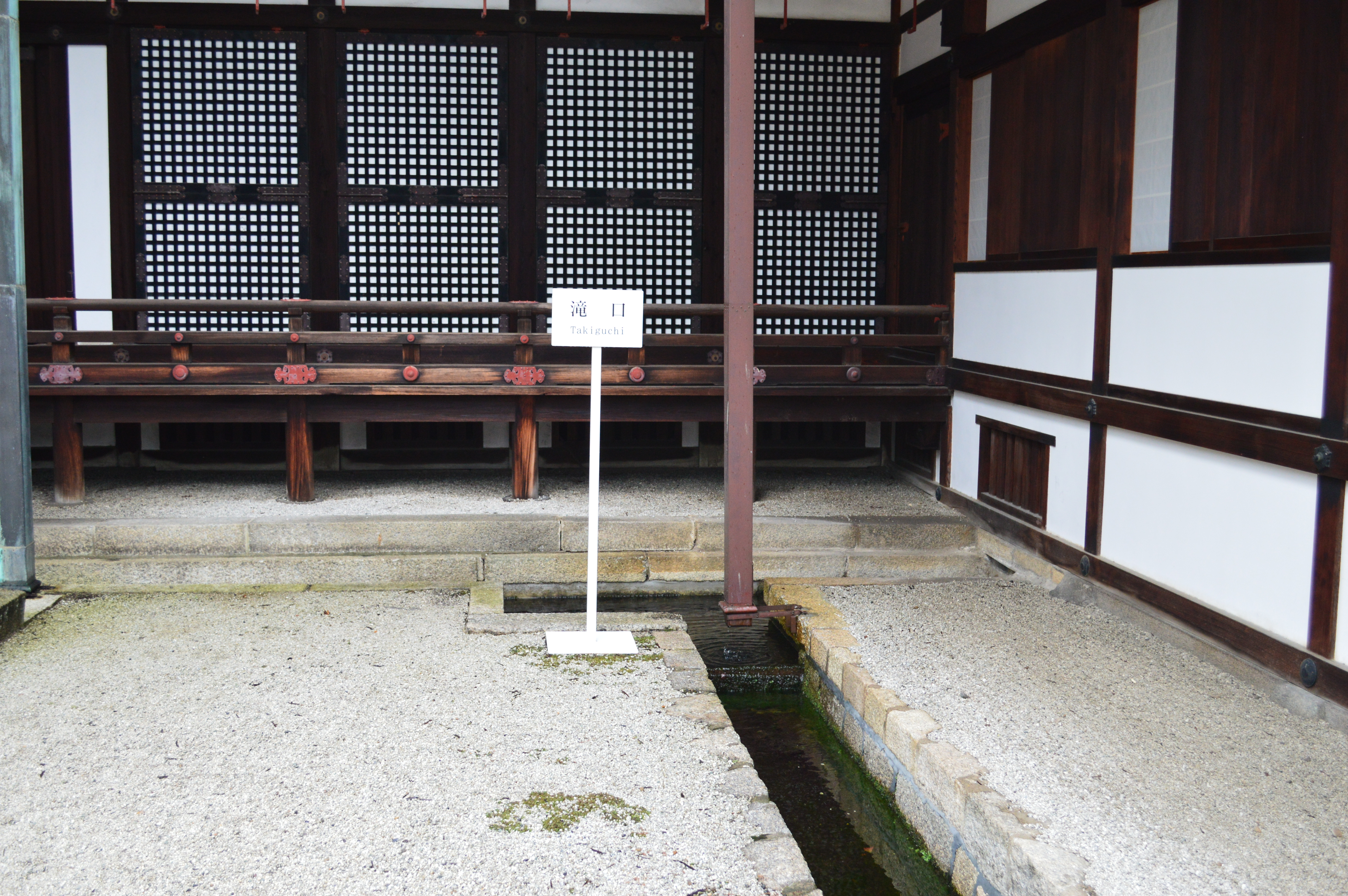
京都御所で復元された滝口

9世紀、内裏の警護にあたっていたのは近衛府だったが、桓武天皇の皇子である平城天皇（上皇）と嵯峨天皇兄弟の対立による薬子の変を契機に、新たに設置された蔵人所が、9世紀末、宇多天皇の寛平年中（889年 - 897年）から管轄するようになる。
その蔵人所の元で、天皇の在所・清涼殿の殿上の間には官位四位・五位の殿上人が交代で宿直する。
一方、庭を警護する兵士は清涼殿東庭北東の「滝口」と呼ばれる御溝水（みかわみず）の落ち口近くにある渡り廊を詰め所にして宿直したことから、清涼殿警護の武者を「滝口」と呼ぶようになる。またこの詰め所は「滝口陣（たきぐちのじん）」などと呼ばれる。
なお、蔵人所は律令制では定められていなかった役職（令外官）のため、滝口それ自体も官職ではない。平安時代10世紀の京では兵仗（武器）特に弓箭（弓矢）を帯びることは正規の武官以外には許されていなかったが、『日本略記』によると貞元2年（977年）11月9日に「滝口の武者」が弓箭を帯びて宮中に出入りすることが許されている。これによって「滝口の武者」は朝廷が公式に認める「武士」となり、それを勤めて実績を積み、六位程度の六衛府の武官を目指すのが平安時代後期の武士の姿だった。
滝口の任命は、天皇即位のときに摂関家や公家らが家人（侍）の中から射芸に長じた者を推挙する。平将門も当時左大臣だった藤原忠平の家人として仕え、その推挙により滝口となり、滝口小二郎と名乗っていた。定員は当初の宇多天皇の頃で10名、寛和元年（985年）に藤原実資が藤原貞正含めた5人を推挙し在来の10名から5名増員（『小右記』の寛和元年六月二十二日より）、白河天皇の頃には30名ほどだった。

## 主な滝口の武士たち
- 平将門（滝口小二郎）
- 平致成（滝口太郎）
- 藤原季方（腰瀧口）
- 斎藤時頼（滝口入道）
- 三善惟孝（滝口惟孝）
- 山内俊通（滝口刑部丞）
- 山内俊綱（滝口四郎）
- 山内経俊（滝口三郎）
- 蓮池家綱（滝口次郎）
- 蓮池家次（滝口太郎）
- 前野宗長（滝口右馬入道）
- 前野宗安（滝口右馬入道）
- 前野宗俊
- 前野俊明
- 加賀美遠光？
- 長谷部信連
- 渡辺伝
- 渡辺重

またかつての滝口武士を再興した中に次の名がみえる。
- 前野國成（瀧口國成）
- 木下秀峯（瀧口秀峯）
- 六角敦周（瀧口佐渡守）